# 犬塚弘
犬塚 弘（いぬづか ひろし、本名；犬塚 弘〈いぬづか ひろむ〉、1929年〈昭和4年〉3月23日 - 2023年〈令和5年〉10月26日）は、日本の俳優、ベーシスト。
コミックバンド「ハナ肇とクレージーキャッツ」で最後まで存命だった人物で、昭和・平成・令和時代と3代にわたって存命していた唯一のメンバーだった。最終所属は境事務所。

## 略歴
東京府荏原郡大森町（現・東京都大田区大森）生まれ。生家は代々の裁判官の家系であり、江戸っ子の16代目にあたるという。また、元は徳川家康と共に三河から江戸へ出てきた直参の旗本の家柄で、祖父の代まで十数代にわたり現在の第一ホテル東京本館の一帯に居を構えていた大地主だったともいう。
父・登（1894〜1983）が貿易商で海外勤務が多かったことからジャズやハワイアンのレコードに親しみ、音楽への興味を育まれる。暁星中学校、陸軍飛行学校を経て、1949年、文化学院社会学部を卒業。在学中は羽仁五郎、神近市子、仁戸田六三郎らの教えを受けた。貿易業をしていた父親の友人であるアメリカ人の紹介で、当時進駐軍の統計調査をしていたIBMに入社し2年勤務するが、その紹介者が帰国した直後に退社。職場のアメリカ人たちからいじめを受けたのが直接の理由だという。
1951年、IBM退社後に兄が作ったハワイアンバンド、グリーン・グラス・キャップ・ボーイズに参加。このとき兄から「背が高いからベースをやれ」と言われ、そのままベースを受け持った。このとき、真面目な性格ゆえ日本フィルハーモニー交響楽団の指揮者に基礎から個人レッスンを受けた。ジャズベースでボウイングをする変り種になったのはこのためである。
1952年、シックス・レモンズの与田輝雄の誘いで萩原哲晶とデューク・オクテットに参加。モダンジャズを演奏するようになる。しかし当時のジャズのしかつめらしさになじめないものを感じ、そのころ楽屋にたびたび遊びに来ていたハナ肇の誘いでクレージーキャッツの前身である「ハナ肇とキューバン・キャッツ」の結成に参加（1955年4月1日）。ウッドベースを担当。
その後、クレージーの一員としてテレビや映画などに出演する一方、植木等、ハナ肇、谷啓に次ぐ『第4の男』として大映などで主演作も撮られた。しかし、「基本的にドタバタが好きじゃない」と話し、1970年以降、喜劇以外への出演が多くなり、宇野重吉、木村光一などから演劇を教わっていくにつれ演劇に没頭。当時の事務所である渡辺プロダクションからの移籍を考えるようになる。10回目の交渉で現在の事務所への移籍が認められ、1986年に渡辺プロを退社。その際、渡辺プロの渡邊晋社長（当時）からは「つらかったら戻ってこいよ」と言われたという。また渡辺プロ創立50周年の記念パーティーには、植木等の強い誘いもあって出席している。
谷啓とは下戸という共通点から、特に親しかった。他のメンバーが夜の街に繰り出してしまうと、残った二人でトランプやコントのネタ作りなどをして過ごした。久しぶりに会っても目を合わせただけで、すべてが分かる仲だったという。没後のお別れ会では、弔辞を朗読している。
暁星中学の一学年先輩でもある石橋エータローが退団し得意の料理の道に進んだ際も「オイ、水を得た魚だな」と激励をしたり、最年少の安田伸を必ず「僕と安さん」と敬意を評した。桜井センリに対しても同様に「バンドマンの給与が月平均4万円の頃桜井さんは18万円だったが誰からも揶揄されなかった」と絶賛している。植木等の死去に関して「今どき80歳なんて早すぎます」とコメント。記憶力が低下した谷啓に対しても自ら文字板を持ってキャメラの後ろに立ったり、ハナ肇には『シャボン玉ホリデー』の本番でいきなり本名＝弘（ヒロム）と呼ばれた事に立腹しつつ1980年に自宅にハナ肇からクレージーキャッツ結成25周年記念の花束が届いた事に「定夫のバカヤロウ、余計な事しやがって」とハナ肇に電話し、お互いに泣き合ったという逸話がある。
『シャボン玉ホリデー』のエンディングで『スターダスト』のギターを弾く男のシルエットは本人である。
メソッド演技で挑んだ『馬鹿が戦車でやって来る』の兵六が火の見櫓に登る場面や兵六のセルフパロディである高い場所が好きな『クレージー大作戦』の陣十郎（ジンベス）がロープ一本で宙吊りされる場面、『クレージーのぶちゃむくれ大発見』の私立探偵＝犬丸が遊園地観覧車の梯子に登るスタント等を自ら演じている。
2012年11月、ピアニストの桜井センリが他界したことにより、クレージーキャッツのメンバーで最後の存命者となった。
ミュージシャンとしてだけでなく、俳優としても地位を確立して大ベテランと言われる年齢を超えても活動していたが、2015年ごろに妻が亡くなり、自身も90歳を迎えて脊柱管狭窄症などを患った影響で体が思うように動かなくなったとして2020年公開の映画『海辺の映画館―キネマの玉手箱』（大林宣彦監督）を最後に俳優を引退する意思を明らかにした。しかしながら、これはあくまでも俳優としての引退であり、芸能人、コメディアン、クレージー・キャッツとしての引退は否定している。
なお、2019年当時は静岡県熱海市のシニアマンションにて隠居生活を送っていた。
2020年1月には週刊女性のインタビューに回答している。
2023年10月27日、静岡県熱海市内の病院にて94歳で亡くなったことが報道された。数か月前から体調を崩し入院していた。これにより、クレージーキャッツのメンバー全員がこの世を去った。同年、第65回日本レコード大賞特別功労賞を受賞した。

## 家系
司法省中解部（現在の裁判官）の犬塚重遠は父方の祖父。歌人の原阿佐緒は母のいとこ。菅原文太も母方の親戚で、弘の又いとこにあたる。母方の祖父は南画家の土屋漁洋（1876年 - 1946年）。

## 出演
※ 太字は役名

### 映画

#### 主演作品
- 素敵な今晩わ（1965年7月24日） - 浜村大介
- ほんだら剣法（1965年12月11日） - 磯川兵助
- ほんだら捕物帖（1966年4月9日） - 目白六平太
- 喜劇 右むけェ左!（1970年12月31日） - 平山守
- 怪獣大奮戦 ダイゴロウ対ゴリアス（1972年12月17日） - 発明オジサン
- 風の子どものように（1992年3月16日）

#### 東宝クレイジーシリーズ
- ニッポン無責任時代（1962年7月29日） - 大塚
- ニッポン無責任野郎（1962年12月23日） - 王仁専務
- クレージー作戦 先手必勝（1963年3月24日） - 犬養弘
- 日本一の色男 （1963年7月13日） - 週刊誌記者
- クレージー作戦 くたばれ!無責任（1963年10月26日） - 木塚源二
- 香港クレージー作戦（1963年12月22日） - 大塚太郎
- 無責任遊侠伝（1964年7月11日） - 犬養課長
- 花のお江戸の無責任（1964年12月20日） - 唐犬の権兵衛
- 日本一のゴマすり男（1965年5月29日） - 別当課長
- 大冒険（1965年10月31日、ハナ肇とクレージーキャッツ結成10周年記念映画） - 乾刑事
- クレージーの無責任清水港（1966年1月3日） - 追分の三四郎
- クレージーだよ奇想天外（1966年5月28日） - 司会者
- クレージー大作戦（1966年10月29日） - 陣十郎
- クレージー黄金作戦（1967年4月29日） - インディアン
- クレージーの怪盗ジバコ（1967年10月28日） - 中塚長衛門
- クレージーメキシコ大作戦（1968年4月27日） - 塚田刑事
- 日本一の裏切り男（1968年11月2日） - 未来製薬の宣伝担当者
- クレージーのぶちゃむくれ大発見（1969年1月1日） - 犬丸刑事
- クレージーの大爆発（1969年4月27日） - 赤塚
- クレージーの殴り込み清水港（1970年1月15日） - 船頭
- だまされて貰います（1971年4月29日） - 大塚巡査
- 日本一のショック男（1971年12月31日） - 林刑事

#### 馬鹿シリーズ
- 馬鹿まるだし（1964年1月15日） - 八郎
- いいかげん馬鹿（1964年4月29日） - 鮫島巡査
- 馬鹿が戦車でやって来る（1964年12月26日） - 兵六

#### 喜劇一発シリーズ
- 喜劇 一発勝負（1967年8月5日） - 赤山
- ハナ肇の一発大冒険（1968年1月3日） - キリン堂
- 喜劇 一発大必勝（1969年3月15日） - 横路巡査

#### 男はつらいよシリーズ
- 男はつらいよ 奮闘篇（1971年4月28日） - お巡りさん
- 男はつらいよ 寅次郎わが道をゆく（1978年8月5日） - 温泉宿の親爺
- 男はつらいよ 翔んでる寅次郎（1979年8月4日） - タクシーの運転手
- 男はつらいよ 寅次郎春の夢（1979年12月28日） - 棟梁
- 男はつらいよ 寅次郎紙風船（1981年12月28日） - 茂
- 男はつらいよ 寅次郎紅の花（1995年12月23日） - タクシーの運転手

#### その他
- 裸の大将（1958年10月23日）
- 足にさわった女（1960年8月24日） - 駅員
- 竜巻小僧（1960年11月1日） - クレージーキャッツのメンバー
- ああ女難（1960年12月6日）
- 黒い十人の女（1961年5月3日） - クレージーキャッツのメンバー
- スーダラ節 わかっちゃいるけどやめられねぇ（1962年3月25日） - スーダラ社員
- サラリーマンどんと節 気楽な稼業と来たもんだ（1962年5月12日） - スーダラ社員
- 若い季節（1962年10月20日） - 犬塚
- ハイハイ3人娘（1963年1月29日） - 先生A
- 現代インチキ物語 騙し屋（1964年1月19日） - 胡瓜
- 一発かましたれ（1965年6月5日）
- 大阪ど根性物語 どえらい奴（1965年10月24日）
- 運が良けりゃ（1966年3月19日） - 八っあん
- てなもんや東海道（1966年8月14日） - 吉良の仁吉
- なつかしい風来坊（1966年11月12日） - 押し売りの男
- 九ちゃんのでっかい夢（1967年1月2日） - 大河内教授
- でっかい太陽（1967年9月15日）
- やればやれるぜ全員集合!!(1968年1月3日） - 長谷川
- 温泉ゲリラ 大笑撃（1968年2月14日）
- 吹けば飛ぶよな男だが（1968年6月15日） - 不動
- 日本ゲリラ時代（1968年8月3日）
- いい湯だな全員集合!!(1969年7月23日） - 玄さん
- 奇々怪々 俺は誰だ?!（1969年9月27日）
- 喜劇 負けてたまるか!（1970年6月13日）
- 喜劇 女は男のふるさとヨ（1971年5月19日） - 菊さん
- 家族（1971年10月24日） - 喜劇役者
- 喜劇 社長さん（1972年6月10日）
- 祭りだお化けだ全員集合!! (1972年8月5日） - 松造
- 喜劇 男の泣きどころ（1973年6月9日） - 村山
- 祭りの準備（1975年11月8日） - 信用金庫所長
- 青春の構図（1976年3月13日）
- 野球狂の詩（1977年3月19日） - 水原勝利
- サッちゃんの四角い空（1980年2月16日）
- ええじゃないか（1981年3月14日） - ヤモメの六
- 魔界転生（1981年6月6日） - 宗五郎
- アイコ十六歳（1983年12月17日） - 三田四郎
- 会社物語 MEMORIES OF YOU（1988年11月26日） - 犬山弘
- 冬物語（1989年4月15日）
- 仮面ライダーZO（1993年4月17日） - 望月清吉
- 男ともだち（1994年1月10日）
- 売春暴力団（1997年12月27日）
- 十五才 学校IV（2000年11月11日） - 周吉
- 郡上一揆（2000年12月23日） - 清兵衛
- 鏡の女たち（2003年4月5日）
- 零 ゼロ（2004年1月31日） - 久我松男
- アダン（2006年5月20日）
- 風のダドゥ（2006年9月23日） - 桜田源輔
- 転校生（2007年6月23日） - 斉藤孝之助
- 北辰斜にさすところ（2007年12月22日） - 天本英人
- ポストマン（2008年3月22日） - 三ツ屋輝夫
- 春よこい（2008年6月7日） - 尾崎一平
- カメレオン（2008年7月5日） - 山村修次
- 少年メリケンサック（2009年2月14日） - 作並巖
- 苦い蜜 〜消えたレコード〜（2010年4月10日）
- HESOMORI -ヘソモリ-（2011年）
- ツレがうつになりまして。 (2011年)
- この空の花 長岡花火物語（2012年） - 野瀬鶴吉
- お色気戦隊 熟レンジャー（2012年） - 月形半平[17]
- ジョバンニの島（2014年） - 村長（声の出演）
- 海辺の映画館－キネマの玉手箱（2020年） - 映画館で幸せそうに居眠りする客

### テレビ

#### ドラマ
- 若い季節（1961年 - 1964年、NHK）
- おれの番だ!（1964年 - 1967年、TBS）
- 日産スター劇場（日本テレビ）
  - 「やぶにらみの時計」（1964年10月24日）
  - 「亭主貸します」（1966年10月15日）
  - 「生まれなさい赤ちゃん」（1967年1月28日）
  - 「除夜の鐘よバラ色に鳴れ」（1967年12月30日）
  - 「かあさんは風来坊」（1968年4月27日）
- 大物養成計画（1965年、日本テレビ）
- 泣いてたまるか 渥美清版 「まんが人生」（1967年3月5日、TBS）
- ゆびきりげんまん（1968年、フジテレビ）
- ドカンと一発!（1968年 - 1969年、TBS） - 大塚
- ポーラテレビ小説（TBS）
  - 「三人の母」（1968年 - 1969年） - 冲豊吉
  - 「絹の家」（1976年3月年 - 1910年） - 山崎作造
  - 「こおろぎ橋」（1978年10月年 - 1979年3月） - 西口栄次
- うしろの正面だあれ[18]（1969年、TBS）
- 夫よ男よ強くなれ 第20回 「私が探してみせるわ!」（1970年2月12日、NET）
- 男は度胸（1970年 - 1971年、NHK）
- おきあがりこぼし（1970年 - 1971年、日本テレビ・渡辺企画）
- 時間ですよ2（1971年 - 72年、TBS）
- 一心太助（1971年 - 1972年、フジテレビ）
- おたふく物語（1972年1月1日、NHK）
- 飛び出せ!青春 第12話 「ガラクタ楽団全員集合!」（1972年5月14日、日本テレビ）
- 夏姿花の忠臣蔵（1972年6月4日、TBS）
- 紫頭巾事件帖 第25話「ドロボー大作戦」（1972年9月21日、東京12チャンネル・松竹） - 金次
- まんまる四角（1973年、TBS・テレパック）
- へんしん!ポンポコ玉（1973年、TBS・国際放映） - 伊東先生
- まんまる四角（1973年、TBS）
- 追跡 第11話 「不道徳な天使」（1973年、関西テレビ）
- アイフル大作戦 （1973年 - 74年、TBS・東映）
  - 第20話「死体とチリ紙交換しま〜す?!」（1973年） - 君島
  - 第44話「新婚ホヤホヤ団体旅行」（1974年）
- 雑居時代 第8話 「親父だけが知っている」（1973年、日本テレビ・ユニオン映画） - 小寺
- 走れ!ケー100 第42話 「ペテン師がダマされた －唐津の巻」（1974年、TBS） - 泥棒のおじさん
- 必殺シリーズ（朝日放送・松竹）
  - 第3作 助け人走る 第19話 「世情大不安」（1974年2月23日） - 高坂多聞
  - 第10作 新・必殺仕置人 第18話 「同情無用」（1977年5月20日） - 北町同心・服部左内
  - 第14作 翔べ! 必殺うらごろし 第21話 「夜空を飛ぶ女が見た悪の罠」（1979年4月27日） - 喜兵ヱ
  - 第17作 新・必殺仕事人 第25話 「主水 猫を逮捕する」（1981年11月6日） - 南町奉行・日高
  - 第21作 必殺仕事人IV 第16話 「主水 転職を夢見る」（1984年2月17日） - 南町同心・木村
- 水もれ甲介（1974年 - 1975年、日本テレビ・ユニオン動画） - 須貝泰弘
- 大江戸捜査網 第195話「大江戸血の抗争」（1975年、テレビ東京）
- ごめんなさいね（1975年、中部日本放送）
- 影同心 第15話「三三九度の殺し節」（1975年、毎日放送・東映） - 加賀屋清兵衛
- 敬礼!さわやかさん（1975年 - 1976年、NET） - 上野係長
- 傷だらけの天使 第20話 「兄妹に十日町子守唄を」（1975年、日本テレビ） - 藤田
- 長崎犯科帳 第25話「欲ボケ野郎は海へ沈めろ」（1975年） -備前屋仁左衛門
- 水戸黄門（TBS・C.A.L）
  - 第6部 第26話「暴れん坊の恋 -甲府-」（1975年9月22日） - 厚木七郎兵衛
  - 第7部 第13話 「泣くなわらしっこ・秋田」（1976年8月16日） - 源兵衛
  - 第21部 第27話 「親子で競う献上木曽塗・奈良井」（1992年10月5日） - 忠造
- 赤い運命（1976年、TBS）
- 夫婦旅日記 さらば浪人 第21話「われこそは花嫁の父」（1976年、フジテレビ）
- 桃太郎侍（1976年 - 1981年、日本テレビ・東映）第226話 「エレキを食った鬼二匹」
- 夜明けの刑事 第100話 「ヘビにのまれたスッポン刑事」（1977年、TBS）
- 遠山の金さん（杉良太郎版） 第1シリーズ 第93話 「盗っ人修行」（1977年8月4日、テレビ朝日） - 仙臺藩・松平陸奥守
- 同心部屋御用帳 江戸の旋風III 第21話 「娘の幸福を!」（1977年9月29日、フジテレビ）
- さわやかな男（1977年 - 1978年、関西テレビ）
- 幕末未来人（1977年、NHK） - 仙吉
- 達磨大助事件帳 第14話「暗闇に女の罠」（1978年、テレビ朝日） - 鬼火の吉五郎
- 浮浪雲（1978年、テレビ朝日） 第1話
- 熱中時代 刑事編 第23話「KO強盗と放火魔」（1979年、日本テレビ） - 火野好蔵
- 鉄道公安官 第30話「15歳・悪の罠」（1979年、テレビ朝日） - 石井耕吉
- 服部半蔵 影の軍団（1980年、関西テレビ） - 生駒春緒
- 長七郎天下ご免! 第21話「初売り! 命を的のかわら版」（1980年、ANB / 東映）- 植木半左衛門
- 青春諸君!夏（1980年、TBS）
- 銭形平次 第747話「身代り八年」（1980年、フジテレビ） - 辰三郎[19]
- 森繁久彌のおやじは熟年（1981年、テレビ朝日）
- 連続テレビ小説（NHK）
  - 「本日も晴天なり」（1981年 - 1982年） - 吉田友男
  - 「こころ」（2003年） - 吉川定雄
  - 「おひさま」（2011年） - 宮本タケオ
- ザ・サスペンス 特急さくら殺人事件（1982年、TBS）
- 遠山の金さん（高橋英樹版）第19話「水晶呪術! 魅せられた女」（1982年、ANB/東映）- 二見屋甚兵衛
- 特捜最前線（テレビ朝日・東映）
  - 第321話 「11時まで待っていた女!」（1983年）
  - 第454話 「フラッシュバック!通り魔を殺した女!」（1986年）
- ちょっとマイウェイ（1979年 - 1980年、日本テレビ） - 大石定夫
- 御宿かわせみ 第2シリーズ 第8話「ぼてふり安」（1983年、NHK） - 安吉
- 痛快あばれはっちゃく（1983年、テレビ朝日・東映）
- 望郷・美しき妻の別れ（1983年、フジテレビ） - 勝政
- 弐十手物語 第1話 「狼と鶴」（1984年4月12日、フジテレビ）
- 新・大江戸捜査網 第4話「密会は殺しの誘い」（1984年、テレビ東京） - 平戸屋源蔵
- わたしの姑ばなれ（1984年、東海テレビ）
- 暴れ九庵 第10話「賭けた女の胸のうち」（1984年、関西テレビ） - 米吉
- 私鉄沿線97分署 第6話「もう一度ハッピネス」（1984年12月、テレビ朝日） - 平尾周平
- 月曜ドラマランド「野球狂の詩」（1985年1月7日、フジテレビ）
- 夏樹静子サスペンス「モーテルの毒」（1986年3月3日、関西テレビ） - 大蔵
- 愛の嵐（1986年、泉放送制作 / 東海テレビ） - 大河原政之助
- 銀河テレビ小説 第183回「まんが道」（1986年、NHK） - 財津富造
- 西田敏行の泣いてたまるか 第3話「結婚に向かない二人」（1986年、TBS）
- 明日はアタシの風が吹く（1989年、日本テレビ）
- 京一輪（1989年 - 1990年、読売テレビ）
- 土曜ワイド劇場「人妻殺し」（1989年、テレビ朝日）
- ああ結婚（1990年、TBS）
- 鬼平犯科帳 第1シリーズ 第26話「流星」（1990年2月21日、フジテレビ） - 浜崎の友五郎
- 世にも奇妙な物語「時のないホテル」（1990年7月26日、フジテレビ） - 有島直介
- さすらい刑事旅情編III 第15話 「悪徳刑事!? 麻薬に溺れた娘」（1991年、テレビ朝日）
- 刑事貴族2 第12話 「危険な二人旅」（1991年7月5日）
- 悪女（1992年、読売テレビ） - 山藤はじめ
- 社長になった若大将（1992年、TBS）
- 珠玉の女（1992年10月 - 1993年3月、読売テレビ）
- ドラマ新銀河（NHK）
  - 賢治のほほえみ（1996年） - 高田
- 花王愛の劇場「ママは大ピンチ!!」（1996年、TBS）
- Tokyo23区の女 第19回「目黒区の女」（1996年、フジテレビ）
- ドラマ新銀河「おんなは全力疾走!」（1997年、NHK） - 服部光顕
- 御家人斬九郎（フジテレビ / 映像京都） - 捨吉
  - 第3シリーズ 第5話「馬の脚」（1997年）
  - 第4シリーズ 第8話「狙われた女」（1999年）
- 火曜サスペンス劇場「地方記者・立花陽介」（1997年6月3日、日本テレビ）
- ハッピー 愛と感動の物語（1999年、テレビ東京）
- ドラマ30「バトルファミリー」（2001年、中部日本放送） - 柳原健三郎
- 世直し公務員ザ・公証人シリーズ（2002年、TBS） - 瀬古伊造
- 坊ちゃん教授の事件簿3（2003年） - 倉内安次郎
- 月曜ドラマシリーズ「恋する京都」（2004年、NHK） - 沢井耕造
- ウルトラマンマックス 第26話 「クリスマスのエリー」（2005年12月24日、中部日本放送） - 古理博士
- ドラマW「神様からひと言」（2006年12月、WOWOW）） -　老番頭
- 海峡（2007年、NHK） - 塚本照夫
- 稲垣吾郎の金田一耕助シリーズ 「悪魔の手毬唄」（2009年1月5日、フジテレビ） - 本多医師

#### バラエティ・教養番組ほか
- 光子の窓（日本テレビ）
- おとなの漫画（フジテレビ）
- クレージーキャッツショー（フジテレビ）
- シャボン玉ホリデー（日本テレビ）
- 7時半だよクレージー（フジテレビ）
- 植木等ショー（TBS）
- ハイやりました!（NET）
- 8時だョ!出発進行（TBS）
- クレージーの待ッテマシタ!（フジテレビ）
- クレージーの奥さ〜ん!（フジテレビ）
- 0スタジオ おんなのテレビ（TBS）

### 吹き替え
- ベイブ（アーサー・ホゲット役/ジェームズ・クロムウェル） 日本テレビ版
- ベイブ/都会へ行く （同上）

### その他
- NHK紅白歌合戦（NHK総合）
- いい旅・夢気分（テレビ東京）
- スーダラ伝説 植木等 夢を食べ続けた男（NHK-BShi）
- 美の壺（NHK教育）

### 舞台
- 越前竹人形 - 崎山忠兵衛
- がめつい奴

## 著書
- 『飄飄として訥訥―クレージーが青春、いまも青春』（1994年・労働旬報社）ISBN 9784845103737
- 『最後のクレイジー 犬塚弘 ホンダラ一代、ここにあり!』（2013年・講談社）ISBN 9784062184472

佐藤利明との共著。同年の東京新聞夕刊の連載「この道 犬塚弘 最後のクレイジー」に大幅加筆したもの。

## 演じた俳優
- 嶋田久作 - 『シャボン玉が消えた日』（1989年、日本テレビ）
- 大滝裕一 - 『ザ・ヒットパレード〜芸能界を変えた男・渡辺晋物語〜』（2006年、フジテレビ）
- 深水元基 - 『植木等とのぼせもん』（2017年、NHK総合）